# Nikolai Wehrs
Nikolai Wehrs (* 1978 in Frankfurt (Oder)) ist ein deutscher Historiker und Germanist.

## Leben
Wehrs studierte von 1999 bis 2005 Geschichte, Geschichte der Neuzeit, Alte Geschichte, Germanistik und Neuere deutsche Literatur an der Humboldt-Universität zu Berlin und an der Albert-Ludwigs-Universität Freiburg.
Im Auftrag von Gesine Schwan erschloss er 2007 den Nachlass des Politikwissenschaftlers Alexander Schwan. Von 2008 bis 2011 war Wehrs Doktorand am Leibniz-Zentrum für Zeithistorische Forschung (ZZF) in Potsdam. 2009 absolvierte er einen Gastaufenthalt an der Hoover Institution der Stanford University. Von 2011 bis 2012 arbeitete er als wissenschaftlicher Mitarbeiter am Institut für Geschichtswissenschaften der Humboldt-Universität zu Berlin.
2012 wurde er an der Humboldt-Universität mit einer Schrift zum Thema Protest der Professoren der „Bund Freiheit der Wissenschaft“ in den 1970er Jahren promoviert. Diese Arbeit erschien 2014 als Buch. Von 2012 bis 2014 war er wissenschaftlicher Mitarbeiter an der Kulturwissenschaftlichen Fakultät der Europa-Universität Viadrina in Frankfurt/Oder. Im Rahmen dieser Tätigkeit war er an der Herausgabe der Spectator-Briefe und Berliner Briefe (1919–1922) von Ernst Troeltsch beteiligt. Von 2014 bis 2015 beteiligte sich Wehrs als wissenschaftlicher Mitarbeiter am Kooperationsprojekt von ZZF und Institut für Zeitgeschichte des Bundesinnenministeriums zur Aufarbeitung der frühen Nachkriegsgeschichte.
Von 2015 bis 2023 war Wehrs wissenschaftlicher Mitarbeiter und Dozent des Fachbereichs Geschichte und Soziologie der Universität Konstanz. Von 2017 bis 2018 hielt sich Wehrs als Habilitationsstipendiat am Deutschen Historischen Institut London auf. Seit 2023 ist er wissenschaftlicher Referent Archiv der sozialen Demokratie.

## Forschungsinteressen, Lehrtätigkeit
Wehrs Forschungsinteressen liegen auf dem Gebiet der Geschichte der Bundesrepublik Deutschland seit 1945 und der Geschichte der Zwischenkriegszeit und der Weimarer Republik. Außerdem beschäftigt er sich mit der Geschichte Großbritanniens seit 1918. Er untersucht die Ideengeschichte des 20. Jahrhunderts und forscht über Wissenschaftsgeschichte und Universitätsgeschichte. Wehrs nimmt am Forschungsprojekt Elitenherrschaft im Zeitalter der Massendemokratie – die Rolle des Civil Service in der politischen Kultur Großbritanniens im 20. Jahrhundert teil.

## Publikationen (Auswahl)
- Omnishambles! Der Niedergang der Civil Service-Tradition und der Aufstieg der parteipolitischen Berater in Großbritannien (1950er bis 2000er Jahre) Heuss-Forum, Stuttgart 2019, ISSN 2699-0164.
- mit Gangolf Hübinger (Hrsg.): Spectator-Briefe und Berliner Briefe (1919–1922). Briefe von Ernst Troeltsch. de Gruyter, Berlin 2018, ISBN 978-311056851-6.
- Protest der Professoren. Der „Bund Freiheit der Wissenschaft“ in den 1970er Jahren. Wallstein, Göttingen 2014, ISBN 978-3-83531400-9.
- (Mit-Hrsg.): Die 1970er Jahre als schwarzes Jahrzehnt. Politisierung und Mobilisierung zwischen christlicher Demokratie und extremer Rechter. Campus Verlag, Frankfurt am Main 2010, ISBN 978-3-59339296-7.
- mit Wolfgang Eric Wagner (Hrsg.): Die Bibliothek der Historischen Gesellschaft von Johann Gustav Droysen 1860–1884. Eine Büchersammlung in der Zweigbibliothek Geschichte der Humboldt-Universität zu Berlin. De Gruyter Akademie Forschung, Berlin 2007, ISBN 978-3-05004381-4.